# Strongylaspis corticaria
Strongylaspis corticaria es una especie de escarabajo longicornio del género Strongylaspis, categorizada en la tribu Macrotomini, de la subfamilia Prioninae. Fue descrita por Erichson en 1849.
El período de actividad en ejemplares adultos se presenta regularmente entre marzo y octubre. Existe un ejemplar de la especie en el museo de Historia Natural de Berlín.

## Descripción
Mide 20-47 mm de longitud.

## Distribución
Se distribuye por América: Belice, Brasil, Colombia, Costa Rica, Cuba, República Dominicana, El Salvador, Estados Unidos, Guatemala, Guyana, Guayana Francesa, Honduras, Jamaica, Martinica, México, Nicaragua, Panamá, República de Sudáfrica, Santa Lucía y Venezuela.